# Мішель Нгонге
Мішель Нгонге (фр. Michel Ngonge, нар. 17 серпня 1967, Юї) — бельгійський і заїрський (згодом конголезький) футболіст, що грав на позиції нападника за низку європейських клубних команд, а також за національну збірну Заїру (ДР Конго).

## Клубна кар'єра
У дорослому футболі дебютував 1986 року виступами за брюссельський «Расінг Джет». 
1989 року перейшов до «Гента», у складі якого утім не закріпився, і згодом грав за нижчолігові «Серен», «Лув'єрваз» та «Гарелбек».
Протягом 1996–1998 років грав за турецький «Самсунспор», звідки перебрався до англійського «Вотфорда». Відіграв за клуб з Вотфорда наступні два сезони своєї ігрової кар'єри. Більшість часу, проведеного у складі «Вотфорда», був основним гравцем атакувальної ланки команди.
Частину 2000 року провів в оренді у «Гаддерсфілд Тауні», того ж року перейшов до «КПР».
Завершував ігрову кар'єру у шотландському «Кілмарноку», за який виступав протягом 2001—2002 років.

## Виступи за збірні
1996 року дебютував в офіційних матчах у складі національної збірної Заїру. У складі збірної був учасником Кубка африканських націй 1996 року в ПАР, де виходив на поле на заміну в одній грі.
2000 року залучався до збірної, що на той час вже представляла ДР Конго, для участі у Кубку африканських націй 2000 в Гані та Нігерії.

## Статистика виступів

### Статистика виступів за збірну
| Дата      | Місто     | Господарі | Результат | Гості    | Турнір                        | Голи | Примітки |
| --------- | --------- | --------- | --------- | -------- | ----------------------------- | ---- | -------- |
| 19-1-1996 | Дурбан    | Габон     | 2 – 0     | Заїр     | Кубок африканських націй 1996 | -    | 46'      |
| 2-6-1996  | Памплемус | Маврикій  | 1 – 5     | Заїр     | Відбір до ЧС 1998             | 1    |          |
| 16-6-1996 | Кіншаса   | Заїр      | 2 – 0     | Маврикій | Відбір до ЧС 1998             | 1    |          |
| Усього    |           | Матчів    | 3         |          | Голів                         | 2    |          |

| Дата      | Місто  | Господарі | Результат | Гості    | Турнір                        | Голи | Примітки |
| --------- | ------ | --------- | --------- | -------- | ----------------------------- | ---- | -------- |
| 24-1-2000 | Кумасі | ДР Конго  | 0 – 0     | Алжир    | Кубок африканських націй 2000 | -    |          |
| 27-1-2000 | Кумасі | ПАР       | 1 – 0     | ДР Конго | Кубок африканських націй 2000 | 1    |          |
| Усього    |        | Матчів    | 3         |          | Голів                         | 2    |          |